# FIN.K.L Best Album
《FIN.K.L Best Album》은  대한민국의 걸그룹 핑클의 데뷔 21주년을 기념하기 위해 발매된 베스트 음반이다. LP와 CD가 모두 들어있다.

## 트랙 리스트
1. Blue Rain
작사: 이승호 작곡: 신인수 편곡: 전준규
2. 내 남자 친구에게
김영아 작곡: 더 준(김석찬) 전준규 편곡: 더준(김석찬) 전준규
3. Waiting For You
작사: 김영아 작곡: 마리오 편곡: 이종필
4. 영원한 사랑
작사: 김영아 작곡: 주태영 편곡: 주태영 조성진
5. 루비(淚悲):(슬픈 눈물)
작사: 이재경 작곡: 이재경 편곡: 최준영
6. White
작사: 김영아 작곡: 전준규 더 준(김석찬) 편곡: 전준규
7. Now
작사: 홍지유 작곡: 김진권 편곡: 김진권
8. 자존심
작사: 김영아 작곡: 박해문 편곡: 박해문
9. 영원
작사: 이효리 작곡: 유정연 편곡: 유정연
10. 그대안의 나
작사: 조규만 이효리 작곡: 조규만 편곡: 조현석